# Наджь, Антония
Антония Наджь (серб. Антонија Нађ / Antonija Nađ; 8 мая 1986, Сомбор) — сербская гребчиха-байдарочница, выступала за сборную Сербии в конце 2000-х — начале 2010-х годов. Участница летних Олимпийских игр в Лондоне, дважды серебряная призёрка чемпионатов Европы, обладательница серебряной и бронзовой медалей Средиземноморских игр, многократная победительница и призёрка регат национального значения.

## Биография
Антония Наджь родилась 8 мая 1986 года в городе Сомбор автономного края Воеводина, Югославия, имеет венгерское происхождение. В детстве активно занималась карате, однако в конечном счёте сделала выбор в пользу гребли на байдарках и каноэ.
Впервые заявила о себе в 2006 году, выиграв молодёжный чемпионат Европы в Афинах — в одиночках на тысяче метрах. Год спустя на домашнем молодёжном европейском первенстве в Белграде повторила это достижение. Ещё через год на аналогичных соревнованиях в венгерском Сегеде взяла в той же дисциплине серебро.
Первого серьёзного успеха на взрослом международном уровне добилась в сезоне 2008 года, когда попала в основной состав сербской национальной сборной и побывала на чемпионате Европы в Милане, откуда привезла награду бронзового достоинства, выигранную в зачёте одиночных байдарок на дистанции 1000 метров — в финале её обошла только титулованная венгерка Далма Ружичич-Бенедек. В следующем сезоне выступила на Средиземноморских играх в итальянской Пескаре, где стала серебряной призёркой в одиночках на тысяче метрах. В 2011 году на домашнем европейском первенстве в Белграде вновь завоевала серебряную медаль — на сей раз проиграла другой именитой представительнице Венгрии Каталин Ковач.
Благодаря череде удачных выступлений Наджь удостоилась права защищать честь страны на летних Олимпийских играх 2012 года в Лондоне, в составе четырёхместного экипажа с Мартой Тибор, Ренатой Кубик и Антонией Пандой. Они стартовали здесь на дистанции 500 метров — с пятого места квалифицировались на предварительном этапе, однако на стадии полуфиналов заняли лишь предпоследнее седьмое место и тем самым не смогли пробиться в финальную стадию соревнований (стали в итоговом протоколе регаты десятыми). 
После лондонской Олимпиады Антония Наджь ещё в течение некоторого времени оставалась в основном составе гребной команды Сербии и продолжала принимать участие в крупнейших международных регатах. Так, в 2013 году она отправилась представлять страну на Средиземноморских играх в турецком Мерсине и добавила в послужной список бронзовую награду, полученную в одиночках на дистанции 500 метров. Вскоре по окончании этих соревнований приняла решение завершить карьеру профессиональной спортсменки, уступив место в сборной молодым сербским гребчихам.